# 疋田涼子
疋田涼子（日语：／ Hikida Ryōko，3月20日—），日本女性配音員。出身於大阪府。O型血。舊名疋田良子（與現用藝名的日文讀音相同）。姊姊疋田由香里也同樣從事配音工作。

## 簡介
ARTSVISION所屬。日本播音演技研究所、影像技術學院畢業。

## 人物
擅長方言：大阪方言、京都方言。
興趣、特長：唱歌、歷史、啦啦隊舞蹈、打鼓、棒球 & 賽馬觀戰、溫泉師。

## 演出作品
※粗體字表示說明飾演的主要角色。

### 電視動畫
2009年
- FRESH光之美少女！（女性客人）

2010年
- 侵略！花枝娘（少年B）
- Heartcatch 光之美少女！（女孩子）

2011年
- 青之驅魔師（主婦C）
- 白兔玩偶（母親）
- C（少年的母親、女子）
- Suite 光之美少女♪（排球社社員、女學生）
- 幸福光暈 ～hitotose～（小孩）
- 美食獵人（女性）
- 未來日記（百合）

2012年
- 丸少爺（女孩子、老鼠）
- 少年同盟2（友人1）
- 女王之刃 叛亂（女戰士A）
- Smile 光之美少女！（綠川浩太）

2017年
- 名偵探柯南（女店員）

2018年
- 忍者亂太郎（2018年－2019年，女性、村民）

### OVA
2010年
- 惡魔阿薩謝爾在召喚你

2012年
- 女王之刃 新的師徒、新的戰鬥（暗殺團員A）[注 1]

### 電影動畫
2012年
- 光之美少女 All Stars New Stage 未來的朋友（少女）
- 視而不見（母親）

### 網路動畫
2011年
- COPIHAN（日语：こぴはん -沙弥と沙遊の大作戦-）（OL A、選手A、小學生B）

### 遊戲
2008年
- 太鼓之達人Wii（小玉、旁白）

2010年
- Love Root Zero  KissKiss☆迷宮（日语：ラブルートゼロ）

2011年
- NANO DIVER（日语：ナノダイバー）（艾咪）

2015年
- 軍事姬大戰 −Militärische Mädchen−（日语：ミリ姫大戦）（克拉弗克[5]）

### 廣播劇CD
- 鄰居同居
- 古拉爾騎士團（日语：グラール騎士団） Quatre Saisons 和七月的鐘樓
- 特殊戰鬥員育成機關 英雄學院J
- Barico 珈琲圓舞曲 -coffee waltz-
- 我的喬潘（日语：僕のショパン） 名曲集 & 廣播劇CD系列#2

### 外語配音
※作品依英文名稱及英文原名排序。

#### 電影
- 熟男型不型（莫莉·韋弗〈喬伊·金 飾演〉）
- 地心冒險2：神秘秘島
- 塔加路反擊戰（英语：Resiklo）（派翠西亞）
- 愛上大明星（傑西卡·奧爾森〈丹妮兒·坎貝爾（英语：Danielle Campbell） 主演〉）
- 三個臭皮匠（英语：The Three Stooges (2012 film)）（伯尼西亞〈凱特·阿普頓 飾演〉）

#### 電視影集
- 24 (第8季)
- 花樣男子 ～Boys Over Flowers
- 犯罪心理（切爾西、梅根）
- 犯罪心理：嫌犯動機（吉爾）
- 我家也有大明星
- 雪山鎮（艾莉）
- 靈感應（芭芭拉、小時候的席斯）
- 奇異果女孩
- 愛卡莉
- 法律與秩序：洛杉磯（瓦萊麗）
- 偷天任務（珊卓、艾許莉）
- 超人前傳（小時候的克洛伊·蘇利文）

### 旁白
- NHK高校講座（日语：NHK高校講座） 物理基礎
- 金澤電視台
- DVD
- PV 八幡宿
- DATV 姜曜煥 動畫『冬季戀歌』LIVE & 對談
- 國家地理頻道

### 廣告旁白
- 犬夜叉
- ONE PIECE

### 廣播旁白
- bayfm
  - OKAMURA HOME
  - 千葉縣汽車振興協會
- FM NACK5 埼玉縣自行車展覽會

### 有聲漫畫
- VOMIC
  - 妖怪戀繪卷（日语：あやかし恋絵巻）

### 其它
- P-can Town（VP角色的聲音）

## 腳註

## 外部連結
- ARTSVISION公式官網的聲優簡介 （页面存档备份，存于） （日語）
- （日語）－疋田涼子的官方個人部落格。
- 疋田涼子的X（前Twitter） （日語）
- （日語）－WEB THE TELEVISION（日语：ザテレビジョン）
- （日語）－goo人名事典